# Cryptocephalus biguttatus
Cryptocephalus biguttatus là một loài bọ cánh cứng trong họ Chrysomelidae. Loài này được Scopoli miêu tả khoa học năm 1763.

## Hình ảnh

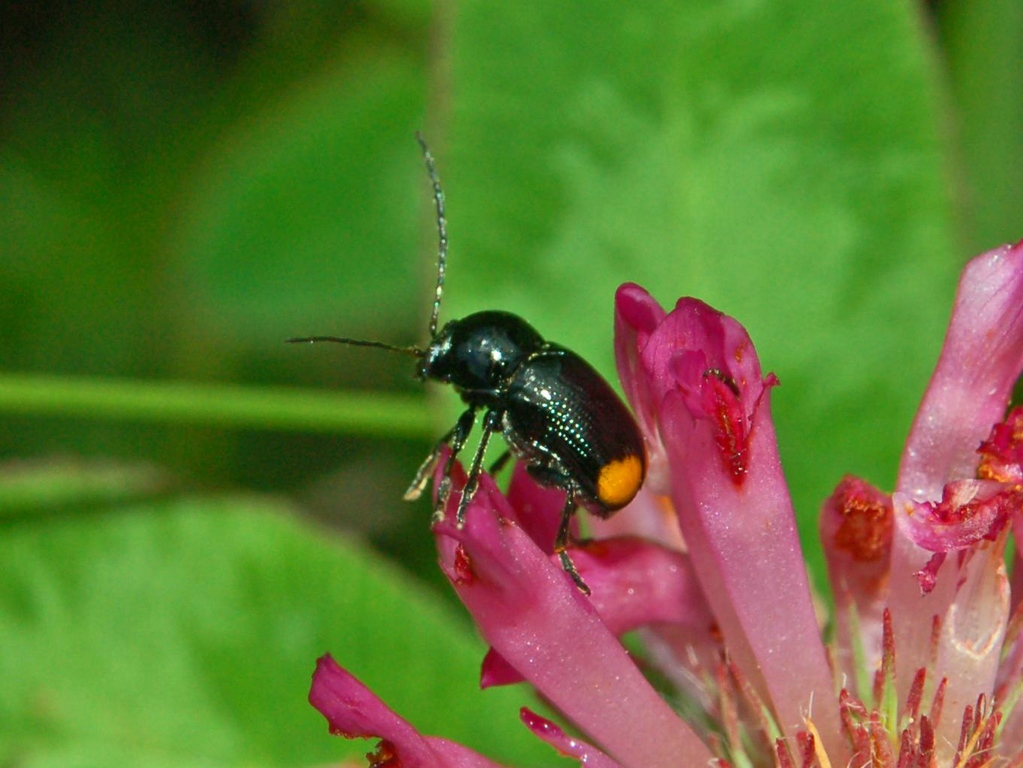
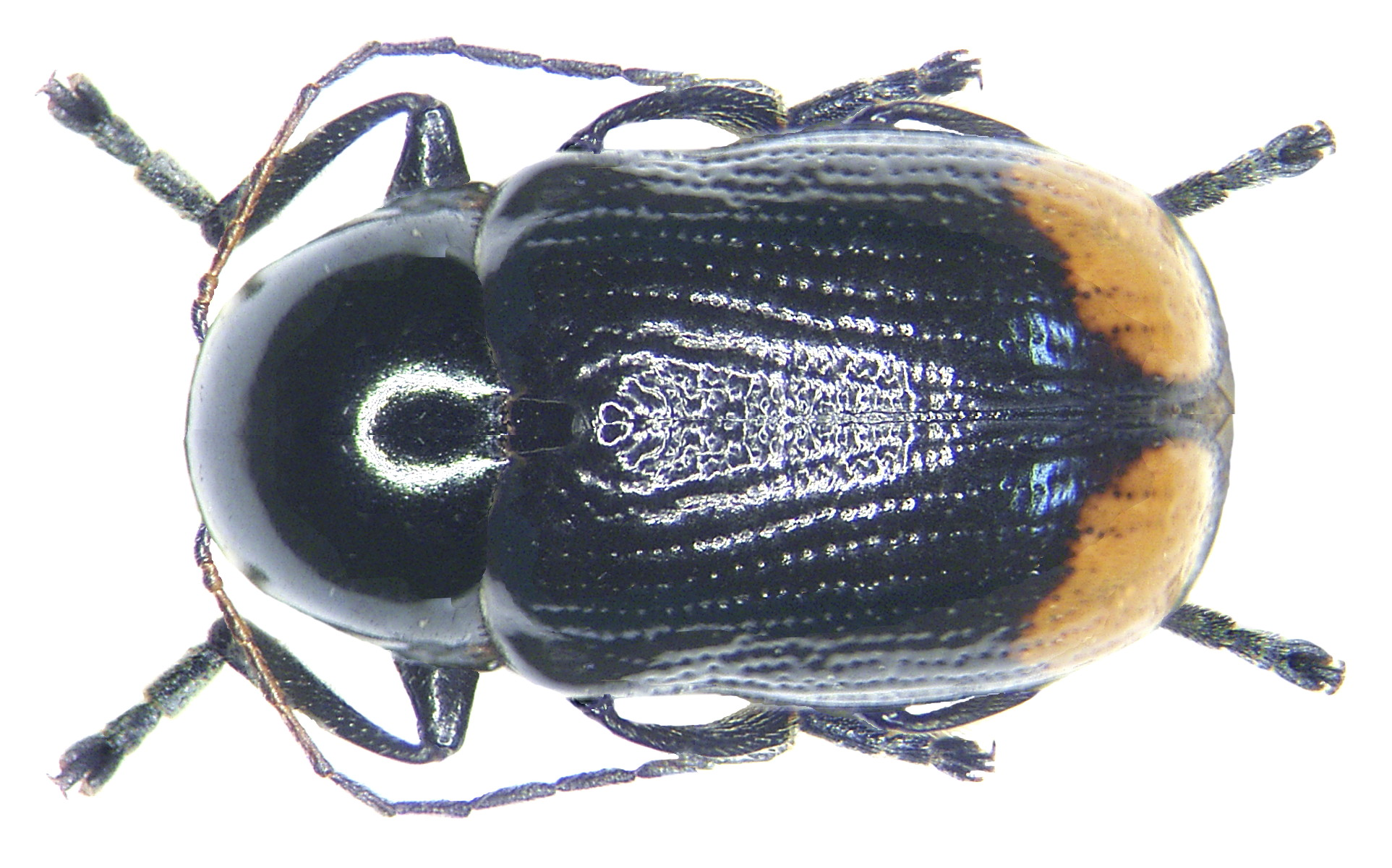
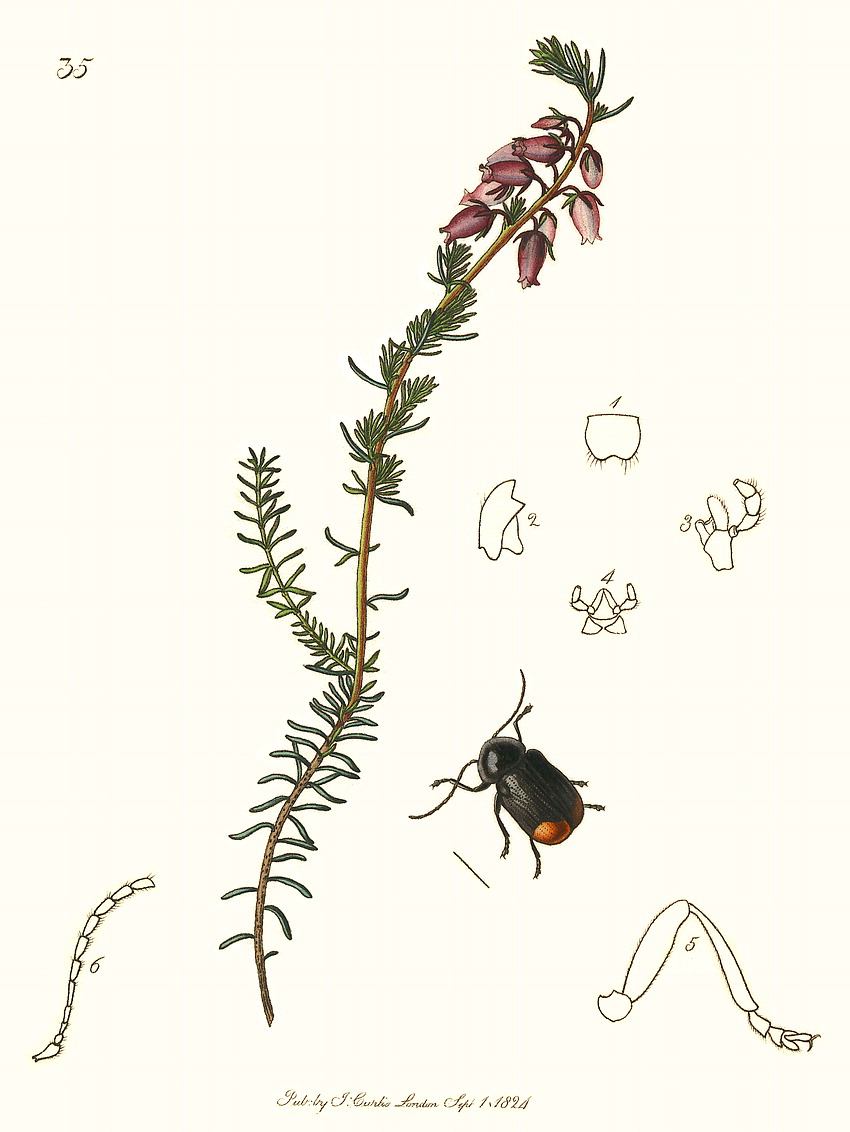
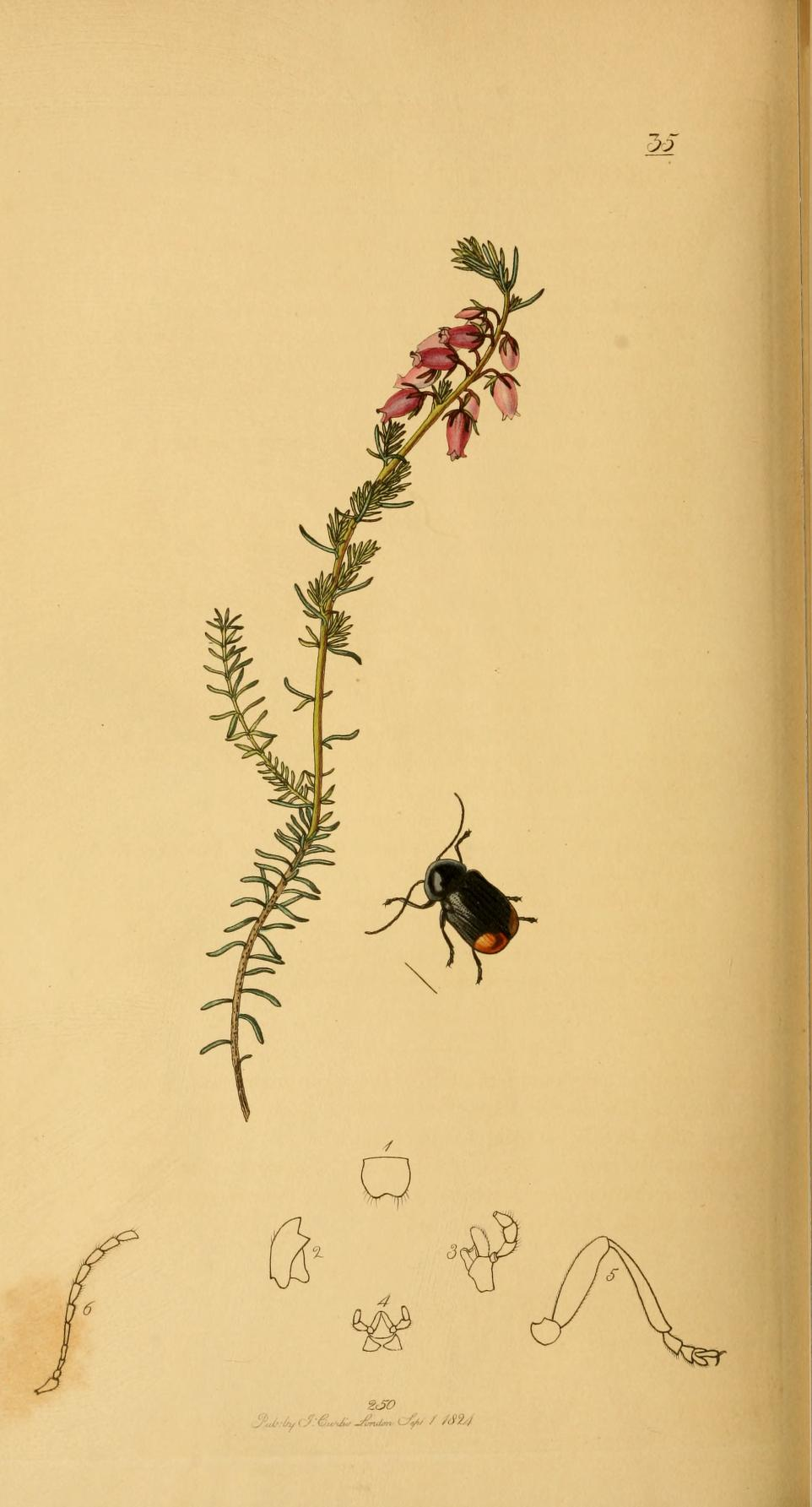